# Travanca (Mogadouro)
Travanca é uma povoação portuguesa sede da Freguesia de Travanca do Município de Mogadouro, freguesia com 20,46 km² de área e 119 habitantes (censo de 2021), tendo, por isso, uma densidade populacional de 5,8 hab./km².

## Demografia
A população registada nos censos foi:
| Ano  | 0-14 Anos | 15-24 Anos | 25-64 Anos | > 65 Anos |
| 2001 | 16        | 13         | 103        | 68        |
| 2011 | 7         | 13         | 68         | 84        |
| 2021 | 2         | 1          | 40         | 76        |

## Aldeias
A freguesia é composta por duas aldeias:
- Travanca - 144 habitantes em 2011
- Figueirinha - 20 habitantes em 2011[4]